# Calle 59 (Manhattan)
La calle 59ª es una calle en Nueva York, conocida en inglés como 59th Street (español: quincuagésima novena calle), ubicada en el borough de Manhattan, es una calle transversal en el distrito de Manhattan de la ciudad de Nueva York, que va desde York Avenue/Sutton Place en el East Side de Manhattan hasta West Side Highway en el West Side. La porción de tres cuadras entre Columbus Circle y Grand Army Plaza se conoce como Central Park South, ya que forma la frontera sur de Central Park. La calle es mayormente continua, excepto entre la Novena Avenida/Columbus Avenue y Columbus Circle, donde se encuentra el Time Warner Center. Si bien Central Park South es una calle bidireccional, la mayor parte de 59th Street tiene tráfico de un solo sentido.
Forma la frontera entre Midtown Manhattan y Upper Manhattan. Al norte de la calle 59, los vecindarios de Upper West Side y Upper East Side continúan a ambos lados de Central Park. En el lado oeste, las avenidas numeradas de Manhattan pasan a llamarse al norte de la calle 59: la Octava Avenida (en Columbus Circle) se convierte en Central Park West; la Novena Avenida pasa a llamarse Columbus Avenue; la Décima Avenida pasa a llamarse Amsterdam Avenue; y la Undécima Avenida se convierte en West End Avenue.

## Descripción
La calle 59 forma la frontera entre Midtown Manhattan y Upper Manhattan. En 2004 The New York Times declaró que "la calle Cincuenta y nueve se extiende a lo largo de Manhattan como un cinturón, con Central Park South como su elegante hebilla". Al igual que con las calles numeradas de Manhattan, la Quinta Avenida separa la Calle 59 en secciones "este" y "oeste".
La calle 59 es de sentido único en dirección oeste entre West Side Highway (en el río Hudson ) y Ninth/Columbus Avenues. Hay una brecha de una cuadra entre las avenidas Ninth/Columbus y Eighth Avenue/Central Park West en Columbus Circle. Esta sección está ocupada por Time Warner Center.
La parte de la calle que forma el límite sur de Central Park desde Columbus Circle en el oeste hasta la Quinta Avenida en el este se conoce como Central Park South. Central Park South es en gran parte bidireccional, excepto por el bloque corto entre Grand Army Plaza y Fifth Avenue, que es de sentido único hacia el este. La cuadra entre Sixth Avenue y Grand Army Plaza contiene un carril exclusivo para el tráfico ecuestre en dirección oeste. La entrada a Central Park se puede hacer en Scholars' Gate en la Quinta Avenida, Artists' Gate en Sixth Avenue, Artisans' Gate en Seventh Avenue y Merchants' Gate en Columbus Circle.
La sección entre la Quinta y la Segunda Avenida es de sentido único hacia el este. En Second Avenue, la calle 59 se bifurca en el puente Ed Koch Queensboro, que a menudo se conoce como el puente de la calle 59.
La calle 59 continúa hacia el este hasta York Avenue y Sutton Place, cerca del East River. Los dos bloques y medio restantes son de tráfico bidireccional; el carril oeste termina en el puente de Queensboro, justo al este de la intersección con la Segunda Avenida.

## Historia
La calle 59 fue creada bajo el Plan de los Comisionados de 1811 como una de las calles menores de este a oeste de Manhattan. El nombre de "59th Street" se aplicó inicialmente a la totalidad de la calle entre Hudson y East Rivers. Las direcciones en Central Park South siguen las de lo que había sido West 59th Street.
La construcción de Central Park en las décadas de 1860 y 1870 condujo al desarrollo de hoteles, apartamentos y otras instituciones de lujo en esta sección de la calle 59 a finales del siglo XIX y principios del XX. : 3  : 12  El Plaza Hotel original, el Hawthorne y el Navarro Flats se desarrollaron en las décadas de 1880 y 1890, aunque todos fueron demolidos. Incluso tras la aprobación de una ley de zonificación en 1885, que prohibía las estructuras residenciales de más de 24,4 m, se desarrollaron hoteles residenciales altos y hoteles estándar en esta parte de West 59th Street, ya que estaban exentos de los códigos de zonificación. : 3  : 12–13  Las tres cuadras de la calle 59 que bordea el Central Park fueron renombradas como el parque en 1896. Durante las dos primeras décadas del siglo XX, el nuevo Plaza Hotel, el antiguo edificio del New York Athletic Club y los Gainsborough Studios se construyeron en Central Park South. A esto le siguieron 100 Central Park South, un nuevo edificio del New York Athletic Club, Barbizon Plaza, Hampshire House, Essex House, Hotel St. Moritz y 240 Central Park South entre la Primera y la Segunda Guerra Mundial. : 4  : 13 
Históricamente, West 59th Street también se extendía desde las Avenida Columbus hasta Columbus Circle. En 1954, esa manzana de la calle 59 fue desmantelada para dar paso al complejo del New York Coliseum. El Coliseo, a su vez, fue demolido y reemplazado por Time Warner Center a principios de la década de 2000.

## Edificios notables

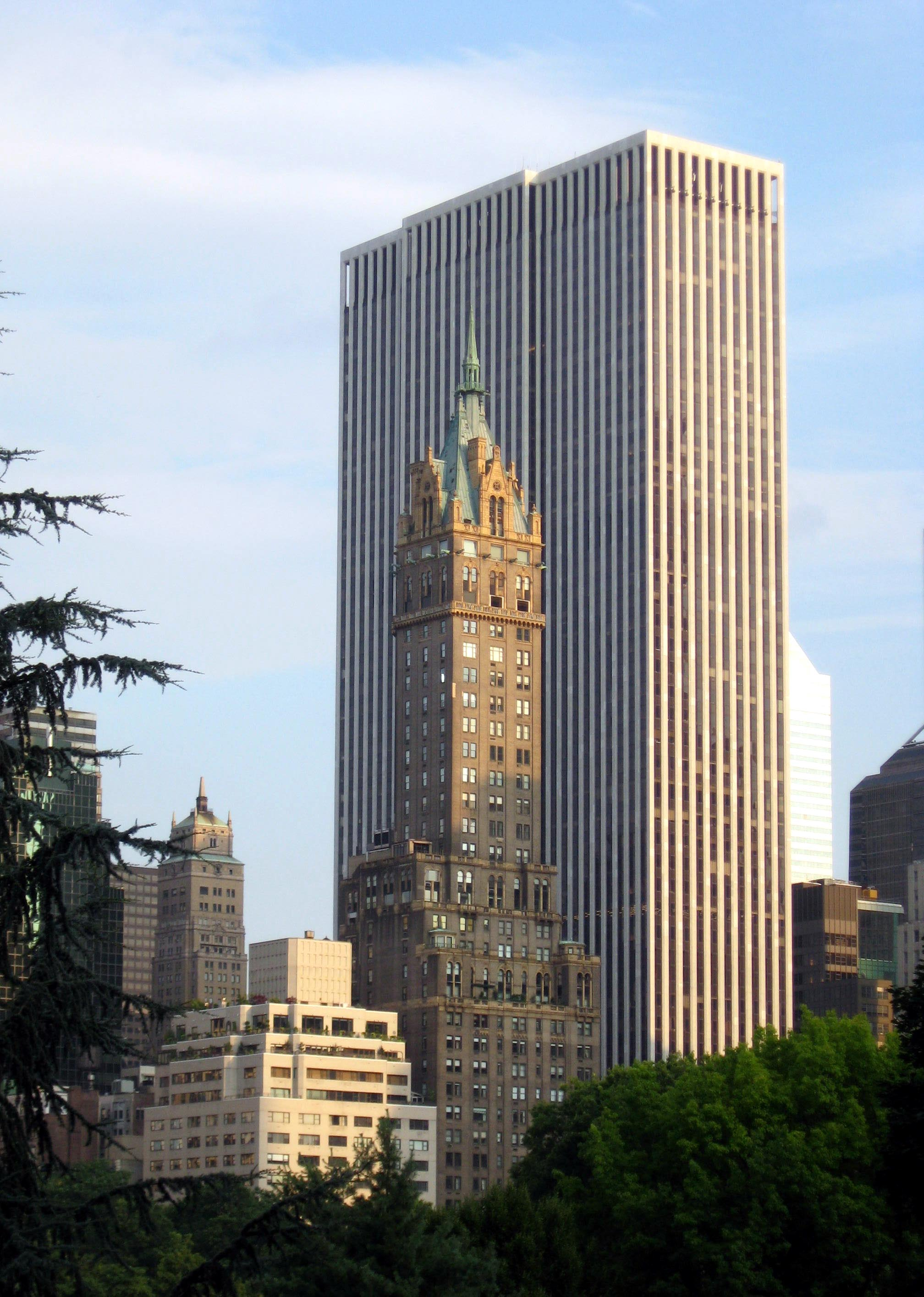
The Sherry-Netherland y el General Motors Building frente a frente en la calle 59

- Grandes almacenes Bloomingdale's entre las avenidas Tercera y Lexington
- 731 Lexington Avenue entre las avenidas Tercera y Lexington
- Trump Park Avenue, en Park Avenue
- 500 Park Avenue, en Park Avenue
- 59E59 Theatres, un complejo teatral fuera de Broadway entre las avenidas Park y Madison
- General Motors Building, esquina sureste de la Quinta Avenida
- Savoy-Plaza Hotel, esquina sureste de la Quinta Avenida (demolido)
- The Sherry-Netherland, esquina noreste de la Quinta Avenida
- Hotel New Netherland, esquina noreste de la Quinta Avenida (demolido)
- Plaza Hotel, esquina suroeste de Grand Army Plaza
- Park Lane Hotel, 16 Central Park South
- Ritz-Carlton, esquina sureste de la Sexta Avenida, buque insignia de la cadena Ritz-Carlton
- Trump Parc, esquina suroeste de la Sexta Avenida
- Hampshire House, 150 Central Park South
- JW Marriott Essex House, 160 Central Park Sur
- New York Athletic Club, esquina sureste de la Séptima Avenida
- 200 Central Park South, esquina suroeste de la Séptima Avenida
- 220 Central Park South
- Estudios Gainsborough en 222 Central Park South
- 240 Central Park South, esquina sureste de Columbus Circle
- 2 Columbus Circle, esquina sur de Columbus Circle
- Time Warner Center, lado oeste de Columbus Circle
- Mount Sinai West en 10th Avenue
- Salón Haaren
- Galería de arte Anya y Andrew Shiva, 524 West 59th Street
- IRT Powerhouse ocupa toda la cuadra entre las calles 58 y 59 y entre las avenidas 11 y 12
- Hudson River Park se extiende a lo largo del río Hudson desde Battery Park hasta la calle 59